# Paweł Susid
Paweł Susid (ur. 25 września 1952 w Warszawie) – malarz, rysownik, projektant i pedagog.

## Życiorys
Absolwent Wydziału Malarstwa Akademii Sztuk Pięknych w Warszawie w pracowni Tadeusza Dominika. Debiutował w latach 80. Prace z tamtego okresu wpisują się w nurt nowej ekspresji, na jego pracach często pojawia się charakterystyczny tekst z szablonu. 
Wykłada w pracowni przestrzeni malarskiej na Wydziale Sztuki Mediów i Scenografii ASP w Warszawie.
Laureat Nagrody im. Jana Cybisa (2011). Dwukrotnie (w latach 2000 i 2006) nominowany do Paszportów "Polityki".